# Église Saint-Ferréol de Saint-Forgeux
 (août 2018).
Si vous disposez d'ouvrages ou d'articles de référence ou si vous connaissez des sites web de qualité traitant du thème abordé ici, merci de compléter l'article en donnant les références utiles à sa vérifiabilité et en les liant à la section « Notes et références ».
L'église Saint-Ferréol de Saint-Forgeux est une église située à Saint-Forgeux, dans le département du Rhône et la région Auvergne-Rhône-Alpes. Elle est dédiée à saint Ferréol (Forgeux est la forme dérivée en bas-français de Ferréol). Elle relève de la paroisse Saint-Jean XXIII du Pays de Tarare (qui a son siège à Tarare) qui dépend de l'archidiocèse de Lyon.

## Histoire
L'église actuelle fut construite entre 1828 et 1832 par les soins du conseil de fabrique. Le clocher fut construit quelques années plus tard, en 1835.
L'édifice fut agrandi en 1880 ; à ce moment-là, le portail de l'ancienne église, récupéré lors de la construction en 1828, fut installé comme portail d'entrée du presbytère.

## Description
Cette église est construite selon un plan en croix latine.
L'église a pour particularité de disposer de trois cloches dont une datée de 1503, ce qui en fait l'une des plus anciennes du diocèse de Lyon.

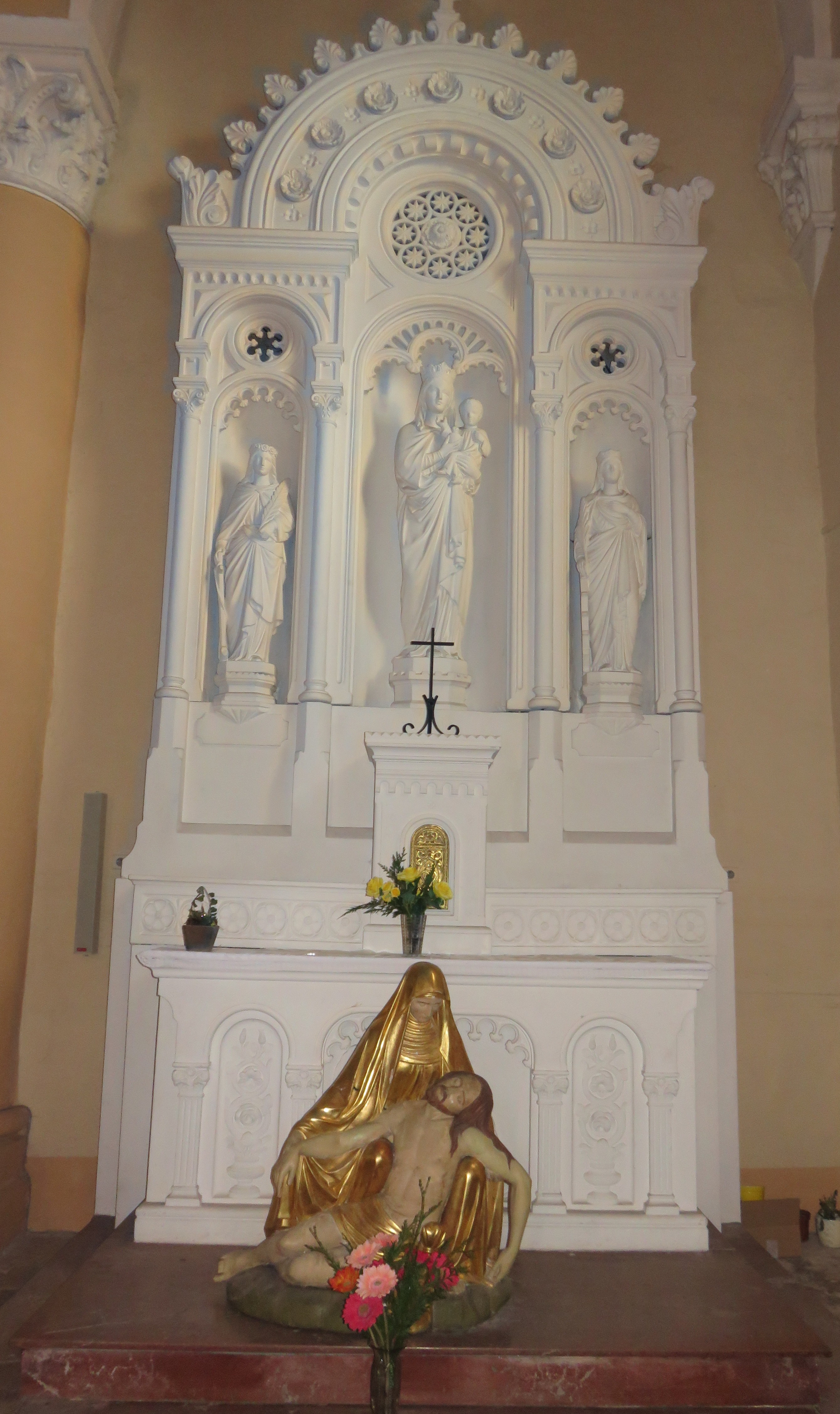
Chapelle de la Vierge
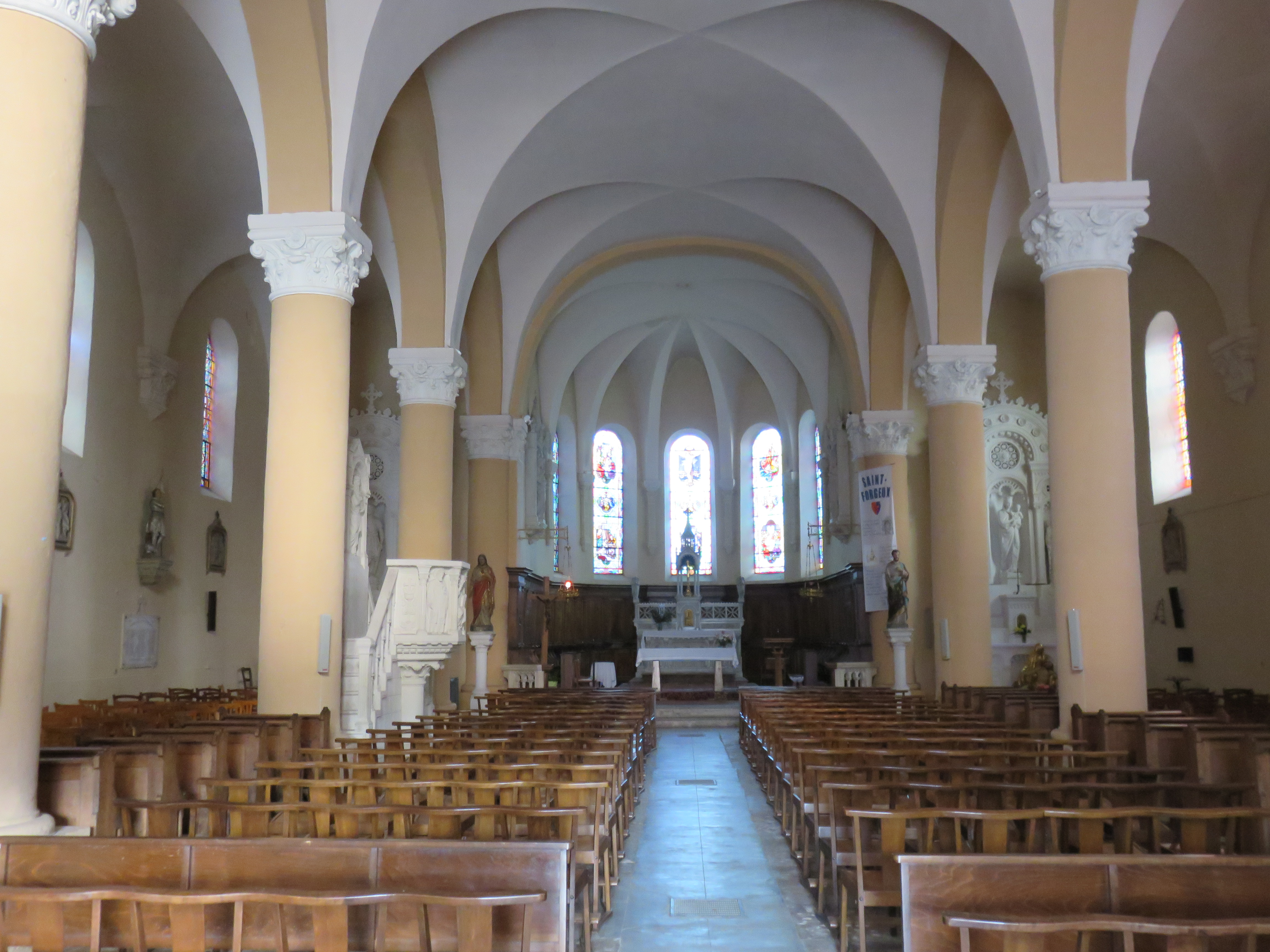
Intérieur de l'église
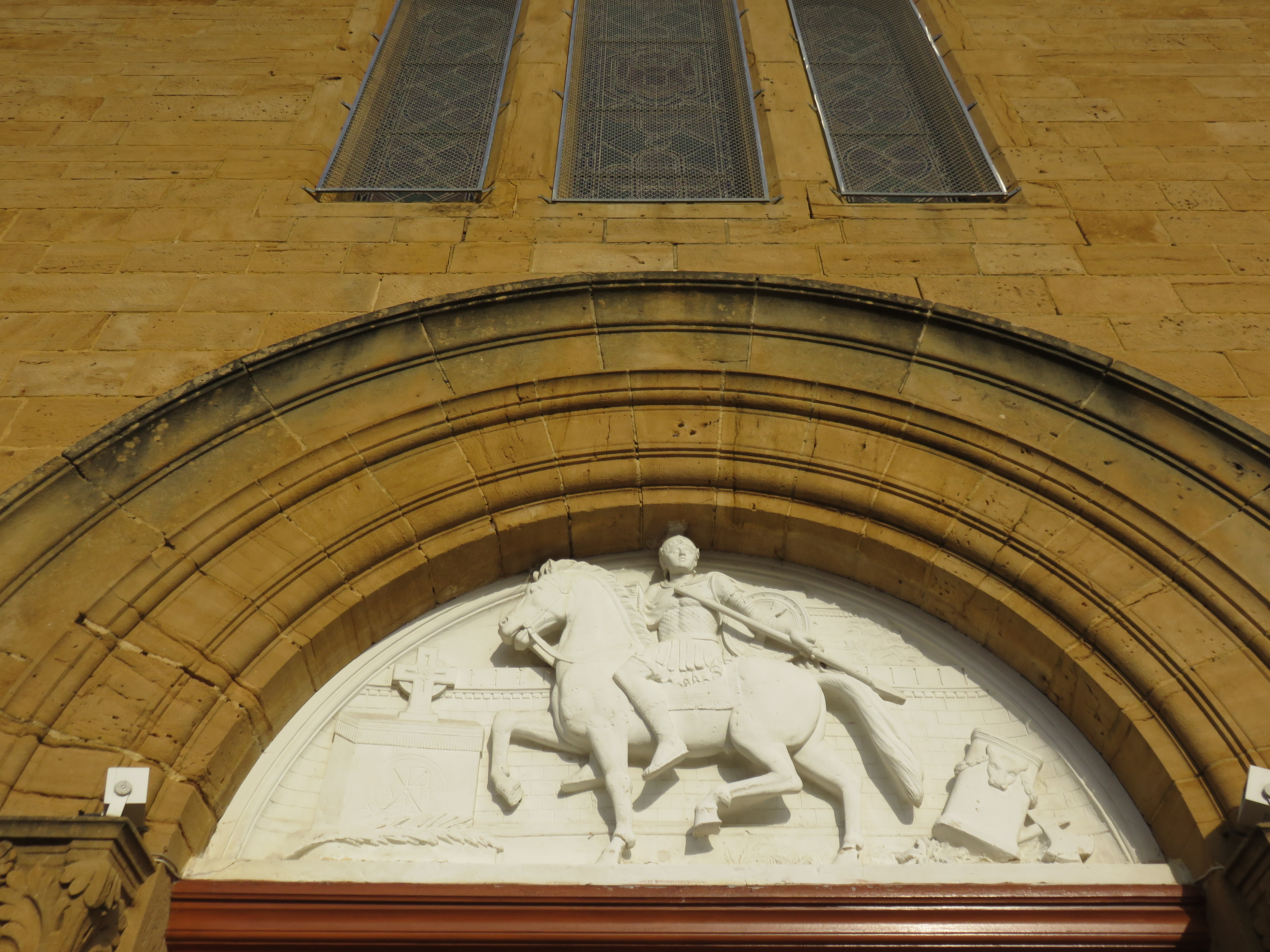
Bas-relief du tympan représentant saint Ferréol